# Чубра
Чубра (болг. Чубра) — село в Болгарии. Находится в Бургасской области, входит в общину Сунгурларе. Население составляет 582 человека.

## Политическая ситуация
В местном кметстве Чубра, в состав которого входит Чубра, должность кмета (старосты) исполняет Ганчо Христов Христов (Болгарская социалистическая партия (БСП)) по результатам выборов правления кметства.
Кмет (мэр) общины Сунгурларе — Георги Стефанов Кенов (Движение за права и свободы (ДПС)) по результатам выборов в правление общины.